# Guido Knudson
Guido Joel Knudson (né le 5 août 1989 à Bonita, Californie, États-Unis) est un lanceur de relève droitier de la Ligue majeure de baseball. Il fait ses débuts en 2015 avec les Tigers de Détroit avant de passer aux Pirates de Pittsburgh.

## Carrière
Joueur des Tritons de l'université de Californie à San Diego, Guido Knudson est repêché par les Tigers de Détroit  au 28e tour de sélection en 2011. Il amorce sa carrière professionnelle avec un club des ligues mineures affilié aux Tigers en 2011. Après avoir amorcé la saison 2015 dans le Double-A avec les SeaWolves d'Érié, il gradue en cours d'année au plus haut échelon des ligues mineures, le Triple-A, où il maintient une moyenne de points mérités de 2,52 en 39 manches et un tiers lancées pour les Mud Hens de Toledo.
Il fait ses débuts dans le baseball majeur à l'âge de 26 ans, comme lanceur de relève des Tigers le 22 août 2015 face aux Rangers du Texas.
Le 9 novembre 2015, il est réclamé au ballottage par les Pirates de Pittsburgh.